# Lake Ainslie
Lake Ainslie – słodkowodne, płytkie jezioro w Kanadzie, na południowy wschód od miejscowości Inverness, w centralnej części hrabstwa Inverness w Nowej Szkocji, na wyspie Cape Breton. Zajmuje powierzchnię 57,4 km². Głębokość maksymalna sięga 18 m, średnia – 5,75 m, przy czym na przeważającym jego obszarze waha się w granicach 7–8 m. Całkowita pojemność przekracza 0,3 km³. Maksymalna długość wynosi 19 km, szerokość – 7 km, linia brzegowa – 56,8 km. Zlewnia jeziora ma powierzchnię 297,7 km².
Pod względem geologicznym obszar wokół zbiornika budują głównie skały formacji Horton i Windsor, których wiek ocenia się na missisip. Szacuje się, że jezioro powstało 2 mln lat temu, w plejstocenie, w wyniku działalności lodowca.
W centralnej części Lake Ainslie dno jest piaszczyste i mułowate, natomiast tereny wzdłuż linii brzegowej pokryte są warstwą gruzu skalnego oraz głazami; gdzieniegdzie występują piaszczyste plaże.
Z jeziora, w jego północno-wschodniej części, wypływa rzeka Southwest Margaree River, uchodząca do Zatoki Świętego Wawrzyńca. Może dochodzić także do odpływu podziemnego poprzez warstwy wodonośne.
Roślinność jest uboga. Stwierdzono występowanie gatunków sitowia (Scirpus), pałki (Typha), grążela (Nuphar) oraz grzybieni (Nymphaea).